# EuroVelo 19

Itinerario de la EuroVelo 19

La EuroVelo 19 (EV 19), o ruta del río Mosa, es una ruta ciclista EuroVelo que forma parte de un programa de desarrollo de carriles de bicicleta a escala europea. Con una longitud de 1050 km, conecta Langres, en Francia, con Róterdam, en los Países Bajos.

## Itinerario
La EuroVelo 19 tiene 6 etapas oficiales :
- De Langres a Verdún
- De Verdún a Charleville-Mézières, tras las huellas de la Primera Guerra Mundial.
- De Charleville-Mézières a Namur, pasando por las Ardenas francesas y belgas.
- De Namur a Roermond, dentro del Patrimonio Cultural del Pays de la Meuse.
- De Roermond a Den Bosch, a través de Parques Nacionales y Ciudades Medievales.
- Desde 's-Hertogenbosch hasta el Mar del Norte, a lo largo del delta Mosa-Rin.

Las principales ciudades atravesadas son:
| País         | Principales ciudades cruzadas (intersección con otras EuroVelo)                                      |
| ------------ | --- |
| Francia      | Langres, Comercio, Verdun, Charleville-Mézières                                                      |
| Bélgica      | Dinant (EV 5), Namur (EV 5, EV 3), Lieja (EV 3)                                                      |
| Países Bajos | Maastricht, Venlo (EV 4), Dordrecht (EV 15), Hook of Holland (EV 2, EV 12, EV 15), Rotterdam (EV 15) |

### Francia
De Mouzon a Givet (en la frontera belga), el EV 19 utiliza la vía verde Trans-Ardennes .

### Bélgica
En Bélgica, el EV 19 es una ruta de la red RAVeL, principalmente en su propio carril aparte del tráfico de automóviles.

### Países Bajos
En los Países Bajos, el EV 19 utiliza la LF Maasroute, una de las rutas icónicas de la red LF "Landelijke Fietsroutes".